# Carlos Cuarón

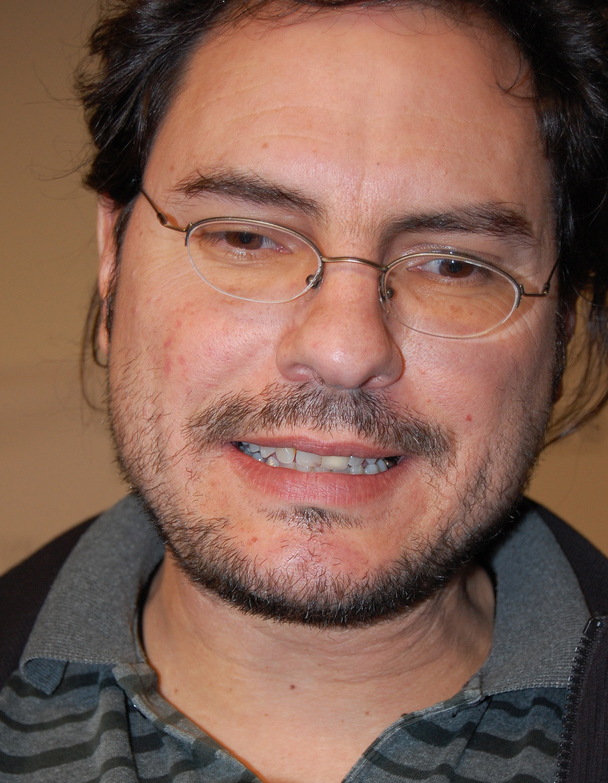
Carlos Cuarón

Carlos José Cuarón Orozco  (Ciudad de México; 2 de octubre de 1966) es un guionista y cineasta mexicano. Es hermano del director Alfonso Cuarón.
En 1991 ganó el premio Ariel al mejor guion original por Sólo con tu pareja, dirigida por su hermano Alfonso Cuarón.
En 2001 por su trabajo en el guion de Y tu mamá también, dirigida por su hermano, estuvo nominado al Óscar a mejor guion original y ganó en la misma categoría el León de Plata en el Festival Internacional de Cine de Venecia.
En 2008 debutó como director en la película Rudo y Cursi y en 2015 dirigió y guionó el segmento "El sándwich de Mariana" del filme Vidas violentas.

## Premios y nominaciones
Premios Óscar
| Año  | Categoría            | Trabajo nominado  | Resultado |
| ---- | -------------------- | ----------------- | --------- |
| 2003 | Mejor guion original | Y tu mamá también | Nominado  |